# 宇賀克也
宇賀 克也（うが かつや、1955年7月21日 - ）は、日本の法学者。専門は行政法。最高裁判所判事。東京大学名誉教授。学位は、博士（法学）（東京大学）。

## 概要
小・中学校の1年先輩に、同じく最高裁判事の深山卓也がいる。最高裁判所公式サイトにて、好きな言葉は平成30年の高円宮家三女の絢子様が御婚約内定の会見で述べたお言葉である「今日あることが明日も必ずあるわけではない」をあげている。
雄川一郎門下ではあるが、実質的に指導を担ったのは塩野宏であった（後年、塩野の助教授として採用される）。

## 略歴
- 東京都生まれ[3]。練馬区立大泉南小学校、練馬区立大泉第二中学校卒業[3]。
- 1974年3月  東京教育大学附属高等学校（現・筑波大学附属高等学校）卒業
- 1978年3月  東京大学法学部卒業[3]
- 1978年4月  東京大学法学部助手（学士助手）[3]
- 1981年7月  東京大学法学部助教授[3]
- 1983年8月[3]-1984年 ハーバード大学ロースクール客員研究員（日本学術振興会海外特別研究員）
- 1984年8月[3]-1985年 カリフォルニア大学バークレー校客員研究員(日本学術振興会海外特別研究員)
- 1990年7月  ハーバード大学ロースクール客員教授[3]（日米比較行政法と日本法資料研究の授業を担当）
- 1991年  東京大学大学院法学政治学研究科・法学部助教授
- 1994年8月[3]-2019年  東京大学大学院法学政治学研究科・法学部教授
- 1998年9月  ジョージタウン大学ロースクール客員研究員[3]
- 2001年4月[3]-2010年  放送大学大学院主任講師兼客員教授
- 2004年4月[3]-2019年  東京大学公共政策大学院教授を兼担
- 2019年3月-現在  最高裁判所判事[3]
- 2019年6月  東京大学名誉教授[4]
- 2021年10月31日の最高裁判所裁判官国民審査において、罷免を可とする票3,911,314票、罷免を可とする率6.84%[要出典]で信任[5](令和3年10月31日執行　衆議院議員総選挙・最高裁判所裁判官国民審査　速報結果を基に算定）。
- 2025年6月27日、国が2013～15年に生活保護費を段階的に引き下げたことが、健康で文化的な生活を保障した生活保護法に違反するかが争われた訴訟の上告審判決で、最高裁第3小法廷（宇賀克也裁判長）は27日、減額を「違法」とする初の統一判断を示した。全国29都道府県で1000人超が起こした同種訴訟では、違法か適法かで司法判断が割れていた。[6]

### 兼職
- 2001年10月  日本公法学会理事[3]
- 2006年6月　総務省「統計法制度に関する研究会」委員[7]（「東京大学法学部白書2005・2006」東京大学出版会103頁）
- 2009年4月　内閣府統計委員会臨時委員[8]（「東京大学法学部白書2009・2010」東京大学出版会98頁）
- 2010年2月　同委員会匿名データ部会委員[8]（「東京大学法学部白書2009・2010」東京大学出版会98頁）
- 2011年10月  東アジア行政法学会理事[3]
- 2014年1月  IT総合戦略本部「パーソナルデータに関する検討会」座長[3]
- 2014年2月  内閣府独占禁止審査手続懇談会座長[3]
- 2014年3月  東京都情報公開・個人情報保護審議会会長[3]
- 2014年4月  神奈川県情報公開・個人情報保護審議会会長[3]
- 2016年2月  人事院交流審査会会長[3]
- 2016年4月  国会図書館資料利用制限審査会会長[3]
- 2016年10月  消費者庁消費者安全調査委員会委員長[3]
- 2018年7月  内閣府公文書管理委員会委員長[3]

そのほか、国、地方公共団体などの委員等を歴任した。

## 業績

### 著書
行政法一般
- 『行政法概説I（第8版）』（有斐閣、2023年）
- 『行政法概説II（第７版）』（有斐閣、2021年）
- 『行政法概説III（第6版）』（有斐閣、2024年）
- 『行政法（第3版）』（有斐閣、2023年）
- 『判例で学ぶ行政法』（第一法規、2015年）
- 『対話で学ぶ行政法』（共編著）（有斐閣、2003年）
- 『アメリカ行政法（第2版）』（弘文堂、2000年）
- 『ブリッジブック行政法(第3版)』(編著)（信山社、2017年）
- 『行政法評論』（有斐閣、2015年）
- 『行政法の争点[第3版]』（共編）（有斐閣、2004年）
- 『行政法の争点』(共編)（有斐閣、2014年）
- 『行政判例百選I・II』(第4～7版)(共編)（有斐閣、1999-2017年）
- 『行政法の発展と変革（上）（下）』（塩野宏先生古稀記念論集）（共編）（有斐閣、2001年）
- 『現代行政法の構造と展開』（小早川光郎先生古稀記念論集）（共編）（有斐閣、2016年）
- 『行政法研究』(責任編集)第1巻～第30巻（信山社、2012年-2019年）
- 『上級行政法』（共著）（有斐閣、2004～2018年）
- 『行政の実効性確保：行政代執行を中心として』（勁草書房、2024年）

マイナンバー関係
- 『マイナンバー法の逐条解説』（有斐閣、2022年）
- 『マイナンバー法と情報セキュリティ』（有斐閣、2020年）
- 『番号法の逐条解説　第2版』（有斐閣、2016年）
- 『論点解説マイナンバー法と企業実務』(共著)（日本法令、2015年）
- 『完全対応 自治体職員のための番号法解説［実例編］』(監修)（第一法規、2015年）
- 『完全対応 特定個人情報保護評価のための番号法解説』(監修)（第一法規、2015年）
- 『施行令完全対応 自治体職員のための番号法解説［制度編］』(共著)（第一法規、2014年）
- 『施行令完全対応 自治体職員のための番号法解説［実務編］』(共著)（第一法規、2014年）
- 『自治体職員のための番号法解説』(共著）（第一法規、2014年）
- 『マイナンバー(共通番号制度)と自治体クラウド』(共著)（地域科学研究会、2012年）

個人情報保護関係
- 『自治体のための解説個人情報保護制度 個人情報保護法から各分野の特別法まで―２０２１年改正対応(改訂版）』（第一法規、2023年）
- 『新・個人情報保護法の逐条解説』（有斐閣、2021年）
- 『自治体職員のための個人情報保護法解説』（編著）（第一法規、2021年）
- 『個人情報の保護と利用』（有斐閣、2019年）
- 『個人情報保護法制』（有斐閣、2019年）
- 『個人情報保護法の逐条解説』〔第6版〕（有斐閣、2018年）
- 『論点解説 個人情報保護法と取扱実務』(共著)（日本法令、2017年）
- 『情報公開・個人情報保護』（有斐閣、2013年）
- 『個人情報保護の理論と実務』（有斐閣、2009年）
- 『解説個人情報の保護に関する法律』（第一法規、2003年）
- 『個人情報保護の実務』I・II巻（編著）（第一法規、2003年）
- 『日本個人情報保護法に関する研究』（『個人情報保護法の逐条解説』〔第５版〕（有斐閣、2016年）の杨琴貴州大学教授ほかによる共訳）（貴州大学出版社、2019年）
- 『地理空間情報の活用とプライバシー保護』(共編著)（地域科学研究会、2009年）
- 『災害弱者支援マニュアルとプライバシー保護』(共編著)（地域科学研究会、2007年）
- 『大量閲覧防止の情報セキュリティ』（編著）（地域科学研究会、2006年）
- 『プライバシーの保護とセキュリティ』（編著）（地域科学研究会、2004年）

行政の実効性確保関係
　　『行政の実効性確保ー行政代執行を中心として』（勁草書房、2024年）
政策評価関係
- 『政策評価の法制度』（有斐閣、2002年）

情報公開関係
- 『情報公開法制定資料（1）~(14)』（共編著）（信山社、2020年~2022年）
- 『情報公開・オープンデータ・公文書管理』（有斐閣、2019年）
- 『新・情報公開法の逐条解説』〔第8版〕（有斐閣、2018年）
- 『情報公開・個人情報保護』（有斐閣、2013年）
- 『新・情報公開法の逐条解説』〔第5版〕（ソ・ジョンボム国立警察大学教授訳）（韓国セチャン出版社、2012年）
- 『情報公開と公文書管理』（有斐閣、2010年）
- 『情報公開の理論と実務』（有斐閣、2005年）
- 『情報公開法ーアメリカの制度と運用』（日本評論社、2004年）
- 『ケースブック情報公開法』（有斐閣、2002年）
- 『情報公開法・情報公開条例』（有斐閣、2001年）
- 『情報公開法の理論』〔新版〕（有斐閣、2000年）
- 『行政手続・情報公開』（弘文堂、1999年）
- 『情報公開の実務』I・II・III巻（編著）（第一法規、1998年）
- 『諸外国の情報公開法』（編著）（行政管理研究センター、2005年）
- 『アメリカの情報公開』（良書普及会、1998年）
- 『情報公開法ーその理念と構造』（共著）（ぎょうせい、1999年）

公文書管理関係
- 『情報公開・オープンデータ・公文書管理』（有斐閣、2019年）
- 『逐条解説 公文書等の管理に関する法律(第3版)』（第一法規、2015年）
- 『情報公開と公文書管理』（有斐閣、2010年）

情報法全般
- 『情報公開・個人情報保護』（有斐閣、2013年）
- 『情報法』(共編著)（有斐閣、2012年）
- 『情報法』〔改訂版〕（共編著）（放送大学教育振興会、2006年）

行政手続関係
- 『行政手続三法の解説』〔第３次改訂版〕（学陽書房、2022年）
- 『行政手続と行政情報化』（有斐閣、2006年）
- 『行政手続法制定資料(11)-(16)』(共編著)（信山社、2013年-2014年）
- 『行政手続法の解説[第6次改訂版]』（学陽書房、2013年）
- 『行政手続オンライン化3法』（第一法規、2003年）
- 『自治体行政手続の改革』（ぎょうせい、1996年）
- 『行政手続法の理論』（東京大学出版会、1995年）
- 『行政サービス・手続の電子化』（編著）（地域科学研究会、2002年）
- 『行政手続・情報公開』（弘文堂、1999年）
- 『行政手続と監査制度』（編著）（地域科学研究会、1998年）
- 『明解行政手続の手引』（編著）（新日本法規、加除式）
- 『税務行政手続改革の課題』（監修）（第一法規、1996年）
- 『行政手続の実務』(共編著)(第一法規、加除式)

国家補償関係
- 『条解国家賠償法』（共編著）（信山社、2019年）
- 『国家賠償法制定資料』（信山社、2015年）
- 『国家補償法』（有斐閣、1997年）
- 『国家補償法』（肖軍上海社会科学院法学研究所副研究員訳）（中国政法大学出版社、2014年）
- 『国家責任法の分析』（有斐閣、1998年）
- 『行政法の新構想III　行政救済法』（共著）有斐閣（2008年）
- 『国家補償法体系1　国家補償法の課題』（共著）（日本評論社、1987年）
- 『安全配慮義務法理の形成と展開』（共著）（日本評論社,1988年）
- 『行政法演習II　行政救済法』（共著）（成文堂、1995年）

行政組織法関係
- 『行政組織法の理論と実務』（有斐閣、2021年）

地方自治関係
- 『地方自治法概説』〔第11版〕（有斐閣、2025年）
- 『2017年地方自治法改正- 実務への影響と対応のポイント-』(編著)（第一法規、2017年）
- 『環境対策条例の立法と運用』(編著)（地域科学研究会、2013年）
- 『地方分権』（編著）（新日本法規、2000年）
- 『自治体の政府間関係』（共著）（学陽書房、1989年）

行政争訟関係
- 『改正行政事件訴訟法』〔補訂版〕（青林書院、2006年）
- 『行政不服審査法の逐条解説』❲第2版❳（有斐閣、2017年）
- 『解説行政不服審査法関連三法』（弘文堂、2015年）
- 『Q＆A 新しい行政不服審査法の解説』（新日本法規、2014年）
- 『行政不服審査の実務』(共編著)(第一法規、加除式)
- 『現代行政法大系4　行政争訟I』（共著）（有斐閣、1983年）』

医事法関係
- 『次世代医療基盤法の逐条解説』〔有斐閣、2019年）

宇宙法関係
- 『逐条解説　宇宙二法』（弘文堂、2019年）

法人法関係
- 『Q&A 新しい社団・財団法人制度のポイント』(共著)（新日本法規、2006年）
- 『Q&A 新しい社団・財団法人の設立・運営の要点』(共著)（新日本法規、2015年）

その他
- 『アメリカから見た日本法』(共著)（有斐閣、2019年）
- 『日本法のトレンド』(共著)（有斐閣、1993年）
- 『比較インフラ法研究』（共著）（良書普及会、1997年）